# Dunbaria henryi
Dunbaria henryi är en ärtväxtart som beskrevs av Y.C.Wu. Dunbaria henryi ingår i släktet Dunbaria och familjen ärtväxter. Inga underarter finns listade i Catalogue of Life.